# Massacre (groupe argentin)
Pour l’article homonyme, voir Massacre (homonymie).
Massacre est un groupe de rock argentin, originaire de Buenos Aires. Il est originellement formé en 1986 sous le nom de Massacre Palestina. Il se compose de lycéens influencés par la côte ouest américaine, qui fusionnent punk hardcore et punk rock. Ils sont aussi influencés par des groupes comme T.S.O.L, Dead Kennedys, Black Flag, Nirvana, The Cure, Guns N' Roses, The Ramones, T. Rex, Sumo, Gustavo Cerati, et Luis Alberto Spinetta
Nationalement populaire en plus de trente ans de carrière, Massacre est considéré comme l'un des rares groupes réellement cultes en Argentine, jusqu'à la sortie de son sixième album de studio intitulé El Mamut (2007) ; il atteint le succès, et aide le groupe à se populariser dans le pays, mais aussi dans le reste de l'Amérique latine,.
Après leur troisième album, Sol Lucet Omnibus (1992), le groupe se rebaptise Massacre, après l'attentat de l'ambassade argentine en Israël pour éviter toute polémique.

## Biographie

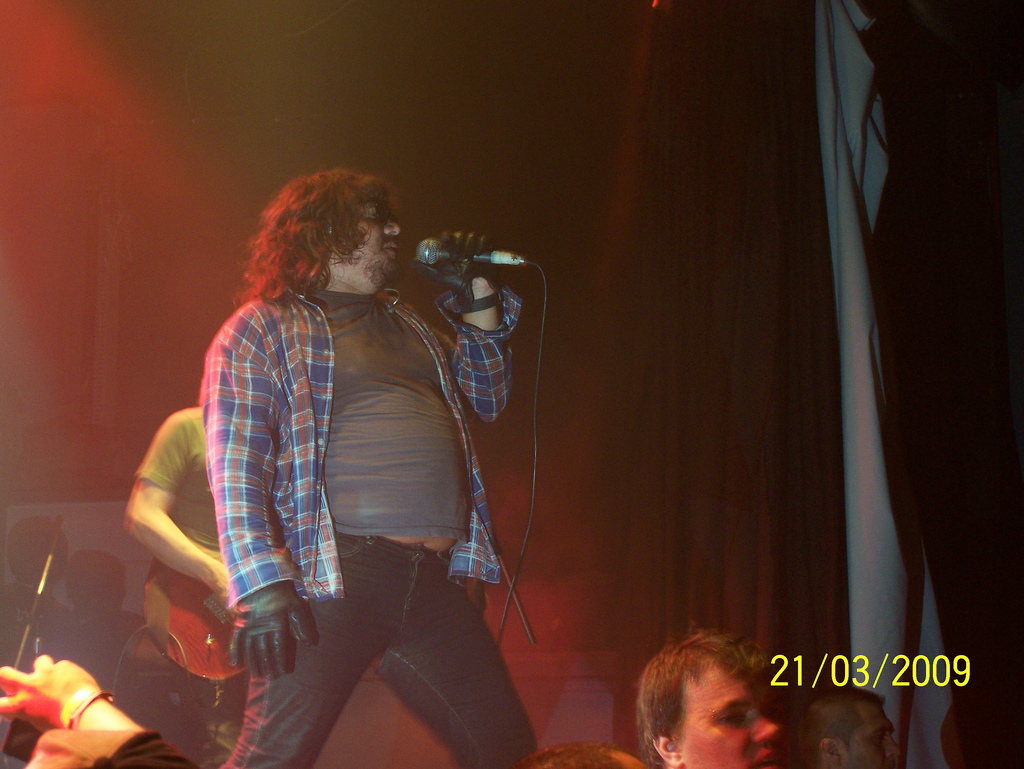
Massacre en concert au Mexique (2009).

La première formation du groupe se concentre sur Francisco Ruiz Ferreyra (Paco) à la batterie, José Armetta (Topo) à la basse, Guillermo Cidade (Walas) à la guitare et Richard Serafini au chant.
Leur premier album, l'éponyme Massacre Palestina est un EP vinyle, publié en 1987 au label Radio Trípoli. En parallèle à cette sortie, ils filment leur première vidéo de la chanson Diferentes maneras, qui sera plus tard introuvable. La carrière du groupe se développe pendant des années, basée sur des performances en direct et de longues absences jusqu'à la possibilité d'enregistrer un premier album. Pour octobre 1989, Richard se retire, et Wallas prend en charge le chant, laissant son poste à Pablo Mondello (aka Pablo M. ou El Tordo).
En 1992 sort leur premier album studio, Sol Lucet Omnibus au label Tommy Gun Rec./Warner, cette fois sous le simple nom de Massacre, changé après l'attentat de l'ambassade argentine en Israël. ; bie nqu'il ne s'agisse pas d'un disque ponctuel dans l'histoire du groupe, il comprend des chansons devenues des classiques avec le temps comme From your Lips, Try to Hide et Nuevo Día. La sortie de cet album ouvre des possibilités pour Massacre de jouer en soutien à des groupes comme Dee Dee Ramone and the Chinese Dragons, Agnostic Front ; et plus particulièrement pour The Ramones à Lisandro Olmos (La Plata) en 1993. Cette même année, ils jouent avec Attaque 77, Pilsen, A.N.I.M.A.L., Lethal et Hermética, entre autres.
En 2000, Massacre signe chez Sum Records, et décide de lancer son propre label, Laika Records, et la compilation Singles, covers y rarities.
Le 20 avril 2017, le groupe annonce la disparition de Richard Serafini, chanteur de la formation originale de Massacre Palestina, pour des causes encore indéterminées. Le groupe exprime publiquement son chagrin sur Facebook le 21 avril.

## Discographie

### Albums studio
- 1992 : Sol Lucet Omnibus
- 1994 : Galería desesperanza
- 1996 : Juguetes para olvidar
- 1998 : Aerial
- 2003 : 12 nuevas patologías
- 2007 : El Mamut
- 2011 : Ringo
- 2015 : Biblia Ovni

### EP
- 1987 : Massacre Palestina
- 1995 : L'Alma Occulta
- 2001 : Fue una suerte...

### Album live
- 2005 : Diferentes maneras

### Compilation
- 2000 : Singles, covers y rarities